# مسیه ۸۵
مسیه ۸۵(به انگلیسی: Messier 85) (یا M85 یا NGC 4382)یک کهکشان در صورت فلکی گیسو است.و توسط پیر مچاین و در سال۱۷۸۱ کشف شده‌است.